# Drama på hotell
Drama på hotell (engelska Don't Bother to Knock) är en amerikansk långfilm från 1952 i regi av Roy Ward Baker, med Richard Widmark, Marilyn Monroe, Anne Bancroft och Donna Corcoran i rollerna. Detta var Anne Bancrofts debutfilm. Filmen bygger på romanen Vad händer på rum 807? av Charlotte Armstrong.

## Handling
Lyn Lesley (Anne Bancroft) är barsångerska på New York-hotellet McKinley Hotel. Hon undrar om piloten Jed Towers (Richard Widmark) ska dyka upp; hon har just gjort slut deras förhållande per brev. När Jed checkar in förklarar hon att hon inte såg någon framtid med honom då han inte verkar ha den empati hon söker.
Under tiden presenterar hisskötaren Eddie (Elisha Cook Jr.) sin blyga brorsdotter Nell Forbes (Marilyn Monroe) för ett par som bor på hotellet. Nell ska sitta barnvakt åt dem medan de roar sig. Jed, som bor mitt emot parets rum, börjar snart märka att Nell beter sig alltmer konstigt.

## Rollista
| Richard Widmark | – Jed Towers        |
| Marilyn Monroe  | – Nell Forbes       |
| Anne Bancroft   | – Lyn Lesley        |
| Donna Corcoran  | – Bunny Jones       |
| Jeanne Cagney   | – Rochelle          |
| Lurene Tuttle   | – Ruth Jones        |
| Elisha Cook Jr. | – Eddie Forbes      |
| Jim Backus      | – Peter Jones       |
| Verna Felton    | – Mrs. Ballew       |
| Willis Bouchey  | – Joe the Bartender |
| Don Beddoe      | – Mr. Ballew        |